# Michelle av Frankrike

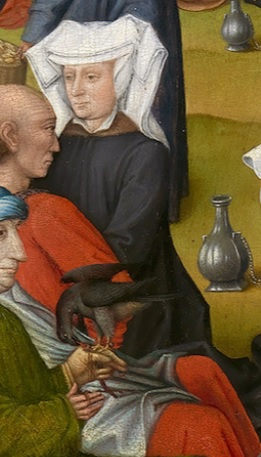
Michelle av Frankrike

Michelle av Frankrike, född 11 januari 1395, död 8 juli 1422, var en hertiginna av Burgund, gift 1409 med hertig Filip III av Burgund.
Michelles äktenskap med Filip arrangerades av hennes mor och blivande svärfar som en allians mellan Frankrike och Burgund; hennes bror tronarvingen hade också blivit bortgift med Filips syster. Vigseln ägde rum i Paris. 
År 1413 bosatte sig paret på flamländarnas begäran i Flandern. Relationen mellan Michelle och Filip tycks ha varit lycklig, och Michelle ska även ha varit populär bland allmänheten. Hon beskrivs som mild och ska ha utövat ett mildrande inflytande på sin mor, Frankrikes regent. 
Hennes svärfars död 1419 förorsakade henne en depression, eftersom hennes bror troddes vara inblandad. 
Michelle misstänks ha blivit förgiftad av en av sina hovdamer, men inga formella anklagelser lades någonsin fram.      